# Велик запад на Франция
Великият запад на Франция (на френски: Grand Occident de France, GODF) е антисемитска и антимасонска лига.
Основана е през 1899 г. от френския журналист Жул Герен след оневиняването на обвиняемия в аферата Драйфус. Лигата е спонсорирана от херцога на Орлеан Филип Орлеански.
Заявената цел на лигата е да нанесе 2 удара: единия – в устата на евреите, а другия – в устата на масоните.
Тази лига е своеобразно продължение на кампанията на френската антисемитска лига от времето на процеса Драйфус. Великият запад се включва активно в политиката, осъждайки либералния курс в политиката на Третата френска република. Освен това, името на лигата е директна препратка към Великия изток на Франция, основна организационна структура на франкмасоните.
През 1899 г. Герен взима участие в неуспешен опит за преврат, заедно с някои роялисти и членове на Лигата на френското отечество. Той успява да избяга и се барикадира с 12 свои съучастници в централата на Великия запад на Франция на улица „Шаброл“ №51, където издържат продължила 1,5 месеца обсада. Тези събития предизвикват широк отзвук в пресата и седалището на организацията става известно като „Форт Шаброл“.
През 1900 г. Жул Герен е осъден на 10 години затвор, заменени по-късно със заточение. След тези събития много активисти на крайната десница, като Ксавие Вала и Анри Костон, се разграничават от Великия запад на Франция.
През 1930-те години Люсиен Панжан издава за кратко антимасонски и антисемитски всекидневник, озаглавен „Велик запад“ по името на организацията.